# Yttre Fosksjön
Yttre Fosksjön är en sjö i Älvdalens kommun i Dalarna och ingår i Dalälvens huvudavrinningsområde. Sjöns area är 0,0713 kvadratkilometer och den befinner sig 885 meter över havet. Vid provfiske har öring fångats i sjön.